# Funksignalschlüssel
Funksignalschlüssel (eigentlich: Signalschlüssel für den Funksignaldienst) war der Titel einer Dienstvorschrift der deutschen Kriegsmarine mit der Kurzbezeichnung M. Dv. Nr. 114 (Marine-Dienstvorschrift Nummer 114), die vor und während des Zweiten Weltkriegs gültig war.

## Zweck
Der Signalschlüssel für den Funksignaldienst diente bei der Arbeit mit dem „Schlüssel M“ (wie die Schlüsselmaschine „Enigma“ bei der Kriegsmarine genannt wurde) als ergänzender Schlüssel zum Tagesschlüssel. Er war wie dieser „besonders geheim zu behandeln“. Von Zeit zu Zeit gab es neue Ausgaben der Vorschrift, die die jeweils ältere ersetzte.

## Hintergrund
Im Gegensatz zu den anderen Wehrmachtteilen (Heer und Luftwaffe) unterschied die Marine bei der Einstellung der Schlüsselmaschine zwischen „innerem“ und „äußerem Schlüssel“ und zählte zum inneren Schlüssel die Walzenlage und die Ringstellung (siehe auch: Bedienung der Enigma M4). Der äußere Schlüssel bestand aus Steckerverbindung und Walzenstellung. Letztere war bei Heer und Luftwaffe laut Schlüsselanleitung durch den Anwender „beliebig“ zu wählen. Hiermit wollte man erreichen, dass die Anfangsstellung der Walzen möglichst zufällig war. In der Praxis bewährte sich dieses Verfahren nicht, da viele Menschen aus Bequemlichkeit, Gedankenlosigkeit oder Zeitnot die Walzen nicht willkürlich einstellten, sondern vorhersagbare Muster wählten, wie ABC, XYZ, QWE oder QAY (benachbarte Tasten) oder die Walzen schlicht in der Drehstellung beließen, in der sie sich gerade befanden (siehe auch: Herivel-Tipp).
Um diesen „menschlichen Faktor“ als Fehler auszuschließen, hatte sich die Marine entschieden, die Anfangsstellung der Walzen nicht durch den Anwender frei wählen zu lassen, sondern diese in Form von Tabellen vorzugeben. Dazu diente der Funksignalschlüssel.

## Anwendung
Der Funksignalschlüssel enthält fünfzehn Signalschlüssel-Tafeln (1–15) sowie einen dazugehörigen Verteilungsplan. Der Verteilungsplan gibt für jeden einzelnen Tag eines Jahres an, welche Tafel gültig ist, beispielsweise Tafel 6 für den 1. Januar. Jede Signalschlüssel-Tafel enthält tabellarisch angeordnet 999 dreistellige Zufallstexte (Trigramme), zum Beispiel „001 = WIQ“ als erste Angabe auf Tafel 6 und „999 = KYP“ als letzte. Das ist der jeweilige Signalschlüssel mit vorangestellter „Kennzahl“.
Der Anwender sollte zur Verschlüsselung eines Funktelegramms (FT) laut Vorschrift der Tafel einen beliebigen (noch unbenutzten) Signalschlüssel entnehmen, zum Beispiel „123 = KKT“. Er benutzte diesen dann als Anfangsstellung und stellte die Enigma-Walzen entsprechend ein, teilte jedoch im Spruchkopf seines Funkspruchs dem Empfänger, der natürlich im Besitz einer identischen Tafel sein musste, nur die Kennzahl (hier „123“) mit, die nicht weiter zu verschlüsseln war.

## Sicherheit
Das von der Kriegsmarine vorgeschriebene Spruchschlüsselverfahren war sicherer als das der anderen Wehrmachtteile (siehe auch: Spruchschlüsselverdopplung) und erschwerte eine Zeit lang den Einbruch in den Enigma-Funkverkehr der Kriegsmarine durch alliierte Kryptoanalytiker (siehe auch: Entzifferung der Enigma M4). Jedoch mithilfe spezieller „Knackmaschinen“, wie der britischen Turing-Welchman-Bombe, die sämtliche 17.576 (26×26×26) möglichen Anfangsstellungen der Enigma-Walzen exhaustiv (vollständig) durchsuchte, bot letztlich auch der Funksignalschlüssel keinen ausreichenden Schutz vor Entzifferung.